# Olaf Nordhagen
Johan Olaf Brochmann Nordhagen, född 16 mars 1883, död 6 november 1925, var en norsk arkitekt, ingenjör och konstnär. Han var son till konstnären Johan Nordhagen.
År 1906 vann han arkitekttävlingen om Bergen Offentlige Bibliotek. Han ritade även kraftstationerna Såheim och Vemork.
Andra arbeten var två kraftstationer i Rjukan 1911 och 1916, samt kyrkorna i Kråkerøy 1908 och Narvik 1925. År 1911 blev han professor vid Tekniska högskolan i Trondheim.
Han är mest känd för att ha lett arbetet med restaureringen av Nidarosdomen från 1909 fram till sin död. Där ansvarade han bland annat för uppföringen av stora delar av västra skeppet efter teckningar av Christian Christie. Nordhagen var den förste som var tvungen att återuppbygga delar av kyrkan som inte kunde rekonstrueras med hjälp av historiska eller arkeologiska källor, några av hans lösningar väckte stor debatt. Han gick segrande ur striden 1922 och utformade valv och tak i västra skeppet samt västra fronten. Arbetet slutfördes 1930, fem år efter hans död.
Hans gravmonument finns i Nidarosdomens norra tvärskepp.